# Halicyclops eberhardi
Halicyclops eberhardi is een eenoogkreeftjessoort uit de familie van de Halicyclopidae. De wetenschappelijke naam van de soort is voor het eerst geldig gepubliceerd in 2001 door De Laurentiis, Pesce & Humphreys.